# 蒙蒂维迪乌
蒙蒂维迪乌是巴西戈亚斯州的一个市镇。总面积1874.611平方公里，总人口9318人，人口密度5人/平方公里。